# یاته
latitudeیاتهlongitudeیاته
یاته (به انگلیسی: Yate) یک منطقهٔ مسکونی در انگلستان است که در جنوب غربی انگلستان واقع شده‌است.

## خصوصیات
یاته ۲۱٬۶۰۳ نفر جمعیت دارد.